# Entrenador del año de la Major League Soccer
El premio al Entrenador del año de la Major League Soccer (Sigi Schmid Coach of the Year Award) es un premio otorgado al entrenador más destacado de la Major League Soccer, la primera división del fútbol de los Estados Unidos y Canadá. El premio se entrega desde 1996.
En enero de 2019, el galardón fue nombrado en honor a Sigi Schmid, uno de los entrenadores más exitosos de la liga.

## Palmarés

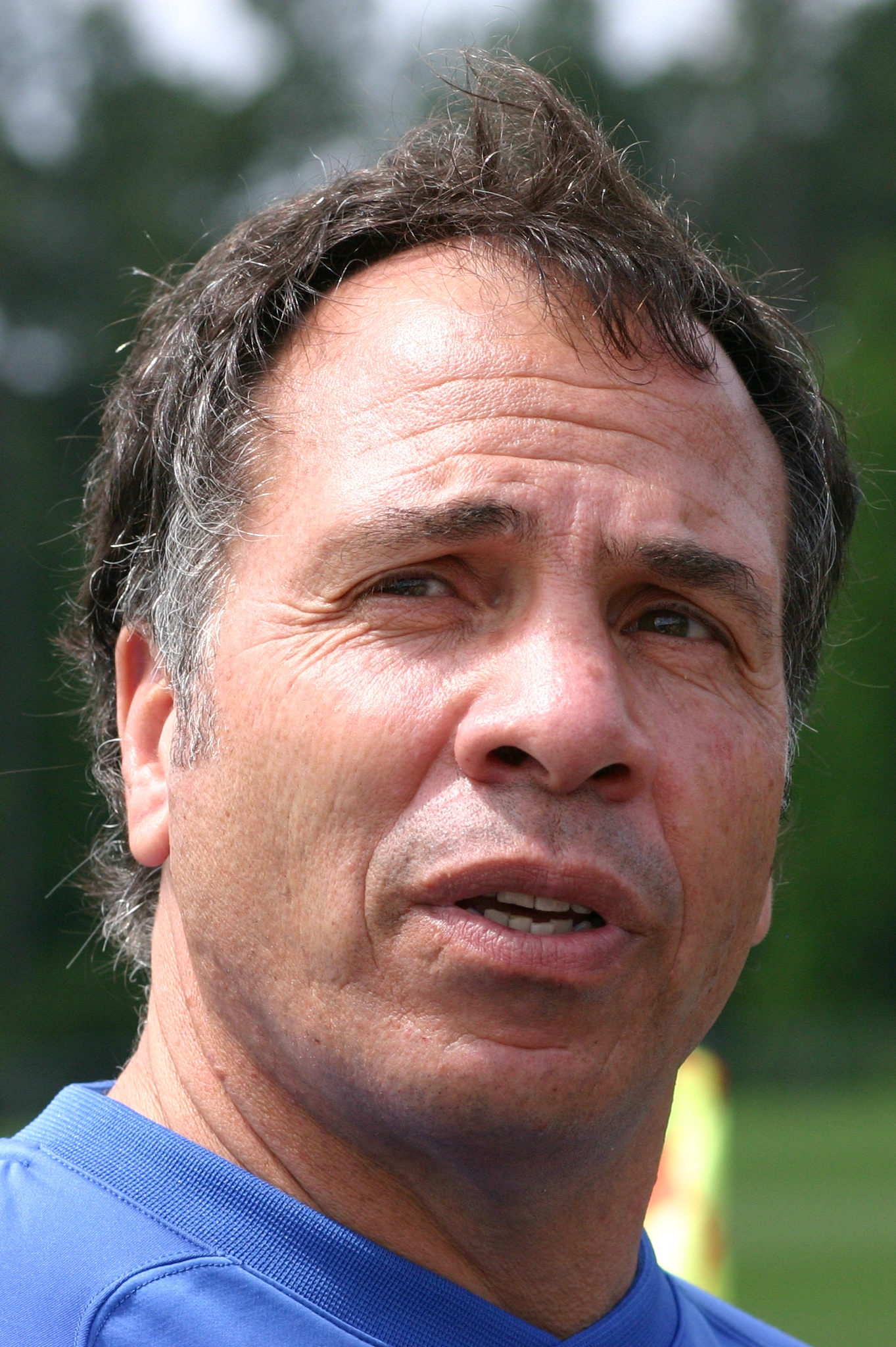
Bruce Arena ganó el premio en 4 oportunidades en dos equipos diferentes.

| Temporada | Entrenador            | Equipo                 |
| --------- | --------------------- | ---------------------- |
| 1996      | Thomas Rongen         | Tampa Bay Mutiny       |
| 1997      | Bruce Arena           | D.C. United            |
| 1998      | Bob Bradley           | Chicago Fire           |
| 1999      | Sigi Schmid           | Los Angeles Galaxy     |
| 2000      | Bob Gansler           | Kansas City Wizards    |
| 2001      | Frank Yallop          | San Jose Earthquakes   |
| 2002      | Steve Nicol           | New England Revolution |
| 2003      | Dave Sarachan         | Chicago Fire           |
| 2004      | Greg Andrulis         | Columbus Crew          |
| 2005      | Dominic Kinnear       | San Jose Earthquakes   |
| 2006      | Bob Bradley           | Chivas USA             |
| 2007      | Predrag Radosavljević | Chivas USA             |
| 2008      | Sigi Schmid           | Columbus Crew          |
| 2009      | Bruce Arena           | Los Angeles Galaxy     |
| 2010      | Schellas Hyndman      | FC Dallas              |
| 2011      | Bruce Arena           | Los Angeles Galaxy     |
| 2012      | Frank Yallop          | San Jose Earthquakes   |
| 2013      | Caleb Porter          | Portland Timbers       |
| 2014      | Ben Olsen             | D.C. United            |
| 2015      | Jesse Marsch          | New York Red Bulls     |
| 2016      | Óscar Pareja          | FC Dallas              |
| 2017      | Greg Vanney           | Toronto FC             |
| 2018      | Gerardo Martino       | Atlanta United FC      |
| 2019      | Bob Bradley           | Los Angeles FC         |
| 2020      | Jim Curtin            | Philadelphia Union     |
| 2021      | Bruce Arena           | New England Revolution |
| 2022      | Jim Curtin            | Philadelphia Union     |
| 2023      | Pat Noonan            | FC Cincinnati          |
| 2024      | Wilfried Nancy        | Columbus Crew          |